# Теофіпільська сільська рада
Теофі́пільська сільська́ ра́да — адміністративно-територіальна одиниця та орган місцевого самоврядування в Козівському районі Тернопільської області. Адміністративний центр — село Теофіпілка.

## Загальні відомості
- Територія ради: 0,516 км²
- Населення ради: 904 особи (станом на 2001 рік)

## Населені пункти
Сільській раді підпорядковані населені пункти:
- с. Теофіпілка
- с. Плоске

## Склад ради
Рада складається з 12 депутатів та голови.
- Голова ради: Дмитраш Євгенія Ярославівна
- Секретар ради: Клюха Любов Михайлівна

### Керівний склад попередніх скликань
| Прізвище, ім'я, по батькові | Основні відомості                                                 | Дата обрання |
| --------------------------- | ----------------------------------------------------------------- | ------------ |
| Войчак Людмила Михайлівна   | Сільський голова, 1975 року народження, освіта вища, позапартійна | 2015         |

Примітка: таблиця складена за даними сайту Верховної Ради України

### Депутати
За результатами місцевих виборів 2010 року депутатами ради стали:

#### За суб'єктами висування
| Суб'єкт висування       | Кількість обраних депутатів | %    |
| ----------------------- | --------------------------- | ---- |
| Самовисування           | 10                          | 83,3 |
| Партія «Справедливість» | 2                           | 16,7 |

#### За округами
| № округу                | Прізвище, ім'я, по батькові | Дата визнання обраним | Освіта             | Партійна приналежність             | Відомості про обраного депутата                         |
| ----------------------- | --------------------------- | --------------------- | ------------------ | ---------------------------------- | ------------------------------------------------------- |
| Партія «Справедливість» |                             |                       |                    |                                    |                                                         |
| 9                       | Петрик Іван Володимирович   | 04.11.2010            | вища               | член Партії «Справедливість»       | Бучацький інститут менеджменту і аудиту, студент        |
| 12                      | Шаршонь Віктор Богданович   | 04.11.2010            | середня            | член Партії «Справедливість»       | Бучацький інститут менеджменту і аудиту, студент        |
| Самовисування           |                             |                       |                    |                                    |                                                         |
| 1                       | Перцак Василь Михайлович    | 04.11.2010            | вища               | позапартійний                      | Хрестищенське відділення бурових робіт, електромонтер   |
| 2                       | Фисина Андрій Сергійович    | 04.11.2010            | вища               | позапартійний                      | ТЗОВ «Себорднетце-Україна», оператор                    |
| 3                       | Штогун Іван Олексійович     | 04.11.2010            | вища               | позапартійний                      | Теофіпільська загальноосвітня школа І-ІІІ ст., директор |
| 4                       | Амброз Віктор Богданович    | 04.11.2010            | вища               | позапартійний                      | Тернопільська регіональна філія центру ДЗК, інженер     |
| 5                       | Троян Михайло               | 04.11.2010            | вища               | позапартійний                      | приватний підприємець                                   |
| 6                       | Клюха Микола Йосипович      | 04.11.2010            | вища               | позапартійний                      | ТЗОВ «Теофіпілка», головний бухгалтер                   |
| 7                       | Клюха Любов Михайлівна      | 04.11.2010            | середня спеціальна | позапартійна                       | Теофіпільська С\Р, секретар                             |
| 8                       | Крупа Галина Степанівна     | 04.11.2010            | середня спеціальна | член Соціалістичної партії України | С. Теофіпілка, магазин, продавець                       |
| 10                      | Драгус Олег Васильович      | 04.11.2010            | вища               | позапартійний                      | ТЗОВ «Теофіпілка», заступник директора                  |
| 11                      | Гомзяк Лариса Миколаївна    | 04.11.2010            | вища               | позапартійна                       | Теофіпільська с.р., бухгалтер                           |